# Cristina Bes Ginesta
Cristina „Tina“ Bes (i) Ginesta  (* 21. März 1977 in Girona) ist eine spanische Skibergsteigerin.
Bes begann 1999 mit dem Skibergsteigen und nahm im gleichen Jahr an ihrem ersten Wettkampf teil. Seit 2000 ist sie auch Mitglied der spanischen Nationalmannschaft Skibergsteigen. Ihr Bruder Jordi ist ebenfalls erfolgreicher Skibergsteiger.

## Erfolge (Auswahl)
- 2001:
  - 8. Platz bei der Europameisterschaft Skibergsteigen Team mit Eulalia „Lali“ Gendrau Gallifa

- 2002:
  - 2. Platz bei der Spanischen Meisterschaft Skibergsteigen Team (mit Gemma Furió)
  - 3. Platz bei der Spanischen Meisterschaft Skibergsteigen Einzel
  - 4. Platz beim Spanien-Cup

- 2003:
  - 1. Platz bei der Spanischen Meisterschaft Skibergsteigen Team (mit Iolanda García)
  - 2. Platz bei der Spanischen Meisterschaft Skibergsteigen Einzel
  - 3. Platz beim Spanien-Cup
  - 4. Platz beim Europacup Skibergsteigen Team (mit Iolanda García)
  - 9. Platz bei der Europameisterschaft Skibergsteigen Team (mit Iolanda García)

- 2004:
  - 2. Platz bei der Spanischen Meisterschaft Skibergsteigen Einzel
  - 5. Platz bei der Weltmeisterschaft Skibergsteigen Staffel (mit Emma Roca Rodríguez und Iolanda García)
  - 10. Platz bei der Weltmeisterschaft Skibergsteigen Team (mit Emma Roca Rodríguez)

- 2005:
  - 1. Platz bei der Spanischen Meisterschaft Skibergsteigen Einzel
  - 1. Platz bei der Spanischen Meisterschaft Skibergsteigen Team (mit Emma Roca Rodríguez)
  - 2. Platz bei der Spanischen Meisterschaft Vertical Race
  - 5. Platz beim Spanien-Cup
  - 5. Platz bei der Europameisterschaft im Skibergsteigen Team mit Emma Roca Rodríguez
  - 5. Platz bei der Europameisterschaft Skibergsteigen Staffel mit Emma Roca Rodríguez und Sara Gros Aspiroz
  - 7. Platz Weltcup, Salt Lake City
  - 8. Platz Weltcup Skibergsteigen Team mit Emma Roca Rodríguez

- 2006:
  - 1. Platz bei der Spanischen Meisterschaft Skibergsteigen Einzel
  - 2. Platz bei der Spanischen Meisterschaft Vertical Race
  - 5. Platz Weltmeisterschaft Skibergsteigen Staffel (mit Gemma Arró Ribot, Naila Jornet Burgadá und Izaskun Zubizarreta)
  - 9. Platz Weltmeisterschaft Skibergsteigen Team (mit Izaskun Zubizarreta Guerendiain)

- 2008:
  - 5. Platz bei der Weltmeisterschaft Skibergsteigen Staffel (mit Gemma Arró Ribot, Izaskun Zubizarreta Guerendiain, Emma Roca Rodríguez)
  - 9. Platz bei der Patrouille des Glaciers (zusammen mit Emma Roca Rodríguez und Izaskun Zubizarreta Guerendiain)

### Pierra Menta
- 2002: 5. Platz mit Emma Roca Rodríguez
- 2008: 6. Platz mit Emma Roca Rodríguez